# Isaac van Ostade
Isaac van Ostade, född den 2 juni 1621 i Haarlem, död där den 16 oktober 1649, var en nederländsk konstnär. 

## Biografi
Isaac van Ostade började sina studier som elev till sin bror Adriaen van Ostade vilken även påverkade hans måleri, särskilt under ungdomsåren. Han arbetade med brodern till 1641 då han började i en egen ateljé. Tidigt i karriären kände han sig påverkad av Rembrandt, och detta är tydligt i Slaktad gris (1639), som finns i galleriet i Augsburg. Han fann dock snart en stil mer lämpad för hans egna ambitioner. Senare påverkades han även av Philips Wouwerman, särskilt i ämnen och motivval.
Van Ostade målade främst bondescener och landskapsmålningar. Bland hans verk märks ett självporträtt i Nationalmuseums ägo, signerat 1641, och en laverad pennteckning i samma museums ägo.

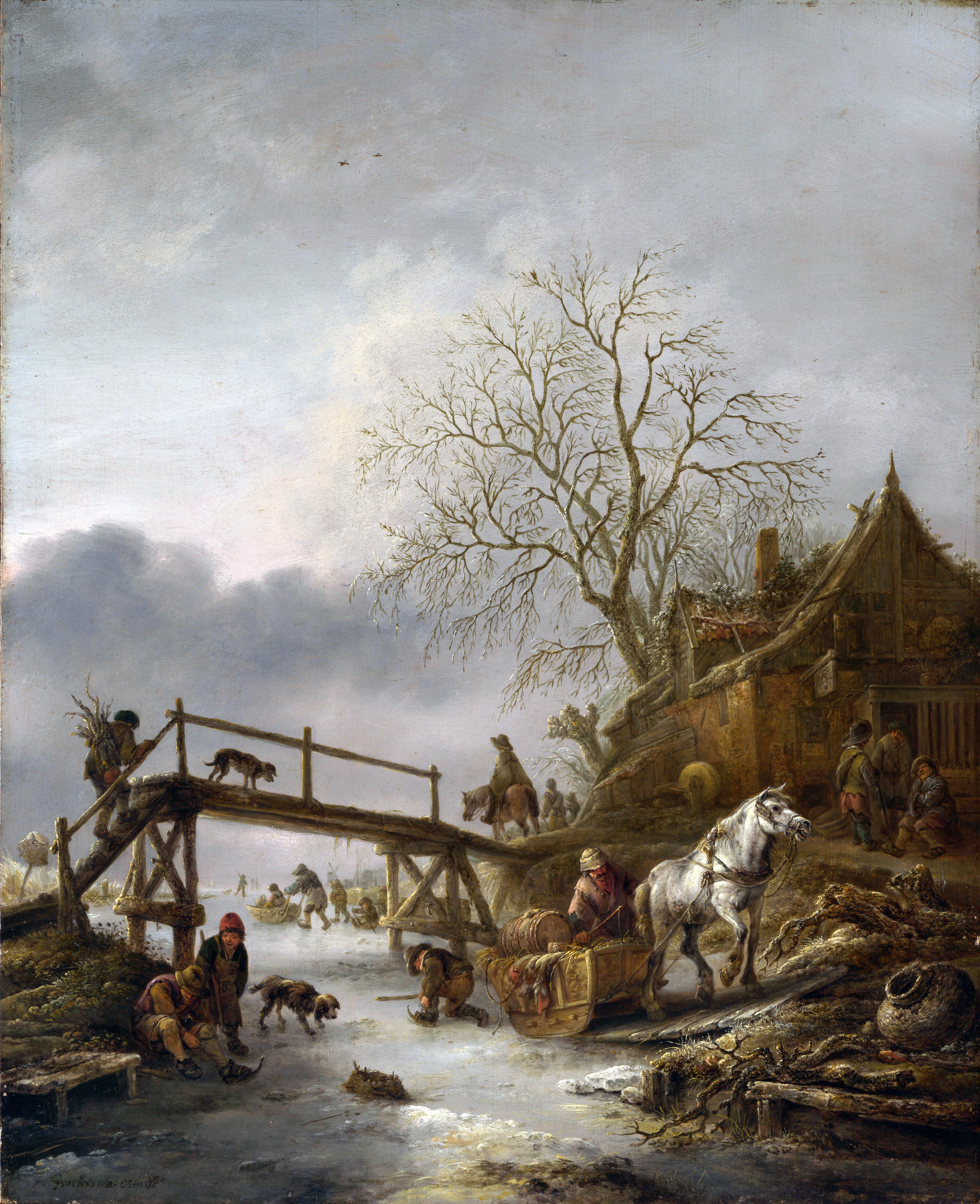
En vinterscen, ca 1645, olja på trä 48,8 x 40 cm.

Den första manifestationen av van Ostades frigörelse från Adrians stil är tydlig 1644 när skridsko- och pulkascener framställs som vi ser dem i Lacazesamlingen och Eremitaget samt på gallerier i Antwerpen och Lille. Tre av dessa exempel bär konstnärens namn, stavat Isack van Ostade, och daterade till 1644 och 1645. Vägarnas värdshus, med uppehåll för resenärer, bildar en kompakt serie från 1646 till 1649. Detta är den sista formen av hans konst och har mycket distinkt karaktär.
Van Ostade visar de bästa kvaliteterna i vinterscener. Frånvaron av bladverk, den skarpa atmosfären och den lugna luften av kall januaridag, obefläckad av rök eller ånga, utesluter användningen av brun nyans, och ger målaren inget annat val än en stor variation av opala färgtoner.